# Werner Kümmel (Bauingenieur)
Werner Heinrich Ernst Kümmel (* 24. Januar 1834 in Hannover; † 19. Juli 1893 in Chicago) war ein deutscher Bauingenieur.

## Leben
Werner Kümmel war der Sohn des Hannoveraner Hof-Ofenfabrikanten Georg Kümmel. Er studierte von 1850 bis 1853 an der Polytechnischen Schule Hannover, u. a. bei Conrad Wilhelm Hase. In Hannover war er Mitgründer des Corps Saxonia. Von 1855 bis 1857 war er Mitarbeiter des Architekten Auguste de Meuron in Hamburg. Von William Lindley wurde er mit der Bauführung bei der Herstellung der Altonaer Wasserwerke betraut. Nach verschiedenen Anstellungen war er von 1860 bis 1873 Direktor des von ihm erbauten städtischen Gaswerks in Hildesheim. 1873 wurde er Direktor der Altonaer Gas- und Wasserwerke, nebenamtlich arbeitete er auch freiberuflich als Zivilingenieur für Gas- und Wasserwerke. Er erbaute die Wasserwerke in Güstrow, Glückstadt und Lauenburg und die Gaswerke in Güstrow und Guayaquil.
Kümmel war international anerkannt für den Bau von Anlagen zur Versorgung großer Städte mit sauberem Trinkwasser. Dadurch wurde Altona von der verheerenden Choleraseuche im nahen Hamburg verschont.
Werner Kümmel starb während eines Besuchs in Chicago anlässlich der Weltausstellung 1893. Er war Vater von zwölf Kindern, von denen sechs überlebten, u. a. der Heidelberger HNO-Arzt Werner Kümmel und der Kunsthistoriker Otto Kümmel. Er war Großvater des  Physikers Hermann Kümmel und des Theologen Werner Georg Kümmel.

## Schriften
- Die Wasserkunst in Altona. Perthes-Besser & Mauke, Hamburg 1861 (Digitalisat in der Google-Buchsuche).